# Mont Ng'iro
Le mont Ng'iro, ou mont Nyiro, est une montagne du Nord du Kenya, surplombant la vallée de la Suguta, dans la partie kényane de la vallée du Grand Rift. Elle est entourée de déserts, mais elle est boisée dans sa partie supérieure.
Elle se situe sur le territoire des Samburu parmi lesquels la phratrie Masula, composée d'apiculteurs, revendique des droits exclusifs sur la terre et l'eau.